# Cameron Rogers (cyclisme)
Pour les articles homonymes, voir Rogers.
Cameron Rogers, né le 16 décembre 2004 à Canberra, est un coureur cycliste australien.

## Biographie
Originaire de Canberra, Cameron Rogers est issu d'une famille de cyclistes. Ses oncles Michael (titre de champion du monde du contre-la-montre) et Deane ont eux-mêmes évolué au niveau professionnel dans ce sport, tout comme son père Peter,. Sa mère Raeleigh est quant à elle une ancienne triathlète. À l'instar de ses aînés, il pratique le vélo depuis son plus jeune âge. Il a aussi un petit frère, Luke, qui comme lui s'est mis au cyclisme. 
Chez les jeunes, il participe à des compétitions sur route et sur piste. En 2021, il devient champion d'Australie junior dans le critérium. Il se distingue aussi dans les vélodromes en remportant l'omnium ainsi que la course aux points juniors aux championnats nationaux sur piste,. 
Lors de la saison 2022, il est sacré champion d'Australie sur route juniors. Il établit également un record national junior dans la poursuite individuelle aux championnats d'Océanie sur piste, disputés à Brisbane. Ses bons résultats lui permettent d'obtenir une bourse du Sport Australia Hall of Fame. La même année, il se classe deuxième du championnat d'Océanie du contre-la-montre juniors. Il représente par ailleurs son pays natal aux championnats du monde juniors, organisés à Wollongong. Sous les couleurs australiennes, il termine quatorzième du contre-la-montre et vingt-deuxième de la course en ligne. 
En 2023, il évolue dans la réserve de l'équipe Lotto-Dstny. Il change ensuite de centre de formation en 2024 pour intégrer la structure Lidl-Trek Future Racing. Bon rouleur, il crée la surprise en gagnant le prologue du Tour d'Autriche, devant Filippo Ganna.

## Palmarès sur route
- 2021
  -  Champion d'Australie du critérium juniors
- 2022
  -  Champion d'Australie sur route juniors
  - 2e du championnat d'Australie du contre-la-montre juniors
  -  Médaillé d'argent du championnat d'Océanie sur route juniors
- 2024
  - Prologue du Tour d'Autriche

## Palmarès sur piste

### Championnats d'Océanie
- 2022
  -  Champion d'Océanie de poursuite juniors[8]

### Championnats nationaux
- 2021
  -  Champion d'Australie de la course aux points juniors
  -  Champion d'Australie de l'omnium juniors
  - 3e du championnat d'Australie de poursuite juniors